# Ambulyx immaculata
Espèce
Ambulyx immaculata est une espèce d'insectes lépidoptères de la famille des Sphingidae, sous-famille des Smerinthinae, tribu des Ambulycini, et du genre Ambulyx.

## Distribution
L'archipel des Philippines.

## Systématique
- L'espèce Ambulyx immaculata a été décrite par l'entomologiste américain Benjamin Preston Clark en 1924, sous le nom initial de Oxyambulyx immaculata[1].
- La localité type est Manille.

### Synonymie
- Oxyambulyx immaculata Clark, 1924 Protonyme